# Corpo de Bombeiros Militar do Estado de Sergipe
O Corpo de Bombeiros Militar do Estado de Sergipe (CBMSE) é uma Corporação cuja missão primordial consiste na execução de atividades de defesa civil, prevenção e combate a incêndios, buscas, salvamentos e socorros públicos no âmbito do estado de Sergipe.
Ele é Força Auxiliar e Reserva do Exército Brasileiro, e integra o Sistema de Segurança Pública e Defesa Social do Brasil. Seus integrantes são denominados Militares dos Estados pela Constituição Federal de 1988, assim como os membros da Polícia Militar do Estado de Sergipe.

## Histórico
O Corpo de Bombeiros de Sergipe foi criado em outubro de 1920, com a denominação de Seção de Sapadores Bombeiros, subordinado à Força Pública do Estado (atual PMSE).
Em 1936 passou a designar-se como Companhia de Bombeiros, e foi transferido para a administração do Município de Aracaju. Em 1955 foi transformado no Corpo de Bombeiros Municipal de Aracaju.
Em 1984 a Corporação foi transferida do Município para o Estado, e incorporada à Polícia Militar com a estrutura de batalhão.
Em 1999 desvinculou-se da PMSE, passando a dispor de autonomia administrativa e financeira própria.

## Estrutura Operacional
- 1º GBM (Grupamento de Bombeiro Militar) - Aracaju;
- 2º GBM - Estância;
- 3º GBM - Itabaiana;
- 4º GBM - (Grupamento de Salvamento Marítimo e também com viaturas de salvamento e combate à incêndio)- Aracaju("Zona da praia");
- 5º GBM - Nossa Senhora do Socorro;;